# Macromckenziea siliquosa
Macromckenziea siliquosa is een mosselkreeftjessoort uit de familie van de Macrocyprididae. De wetenschappelijke naam van de soort is voor het eerst geldig gepubliceerd in 1887 door Brady.